# Jormungand (manga)
Seria anime este în desfășurare, primul sezon cuprinde 12 episoade, iar primul episod a apărut pe 10 aprilie 2012. A fost anunțat și un al doilea sezon, care va începe în luna octombrie, anul acesta. 
Este difuzat în Japonia, noaptea târziu sau după miezul nopții pe Tokyo MX, Kanagawa TV, KBS, AT-X, BS11, Aichi TV și Sun TV.

## Intriga
Personajul principal al seriei este Koko Hekmatyar, o tânără traficantă de arme ce lucrează pentru HCLI, o corporație internațională ce vinde în secret arme. Drept o vânzătoare de arme neoficială a companiei, ea vinde în secret arme în multe țări, evitând în același timp autoritățile locale și organele de justiție deoarece activitatea ei este ilegală conform legislației internaționale. Călătorește împreună cu o echipă de gărzi de corp, care este compusă în mare parte din foști militari. Ultimul membru care s-a alăturat echipei este Jonah, un copil-soldat cu abilități dezvoltate în luptă, și care ironic, urăște armele. Jonah dorește să îi găsească pe traficanții de arme care i-au ucis părinții așa că continuă să călătorească împreună cu Koko și cu echipa ei teribilistă în jurul lumii.

## Personaje
Koko Hekmatyar
Voce: Shizuka Itō
Protagonista seriei. O tânără traficantă de arme care este fiica unui magnat global al transporturilor. Personalitatea ei este foarte veselă și fericită, chiar copilărească. Îl consideră pe Jonah un frate mai mic , atât timp cât sunt împreună. Valmet are o pasiune pentru Koko, dar Koko este nepăsătoare de acest lucru.
Jonah (Johnathan Mar)
Voce: Mutsumi Tamura
Un copil-soldat. Familia lui a fost omorâtă și vrea să se răzbune pe persoana responsabilă. S-a alăturat echipei lui Koko în ciuda antipatiei lui pentru traficanții de arme și faptului că urăște absolut armele.

### Gărzile de corp ale lui Koko
Lehm
Voce:Unshō Ishizuka
Cel mai vechi membru al echipei lui Koko și al doilea la comandă. A fost un operator Delta Force, care a luptat în Somalia, în 1990, este un mercenar veteran, cu aptitudini de lider puternice.
Valmet
Voce: Sayaka Ohara
Numele ei real este Sofia Velmer. O iubește pe Koko, dar lui Koko nu îi pasă de asta.  Valmet a servit drept ofițer de menținere a păcii în Africa, fiind unul dintre ofițerii finlandezi FRDF ai ONU.
Mao
Voce: Go Shinomiya
A fost un ofițer de artilerie pentru o țară din Asia, a fost extrădat din armată în urma unui accident mortal de instruire și a fost recrutat mai târziu de Koko.
R
Voce: Katsuyuki Konishi
A fost ofițer de informații în Armata Italiană. El a servit în războaiele din Bosnia drept soldat de menținere a păcii ONU.
Ugo
Voce: Kiyoshi Katsunuma
Un fost șofer al mafiei, Ugo a fost recrutat de Koko după ce organizația mafiei pentru care lucra a fost omorâtă de către echipa lui Koko pentru că a încercat să plătească cu droguri. Ugo a fost cruțat pentru că a fost singurul dezgustat deoarece fratele lui a murit din cauza drogurilor. El servește ca șofer personal pentru Koko, are abilități defensive de șofat excelente.
Lutz
Voce: Wataru Hatano
A fost un lunetist SWAT. Servește ca lunetist pentru echipa lui Koko.
Tojo
Voce:Hitoshi Yanai
A fost un operator al Ministerului de Apărare Japonez. Tojo a văzut acțiune în mai multe operațiuni de Black Ops, inclusiv Cuba. Numele lui complet este Akihiko Tojo.
Wiley
Voce: Kenji Nomura
Un expert în explozii.

### Compania HCLI
Floyd Hekmatyar
Tatăl lui Koko și Kasper, este capul HCLI și un magnat global al transportului.
Kasper Hekmatyar
Fratele mai mare al lui Koko. El este responsabil pentru moartea părinților lui Jonah, iar acesta este motivul pentru care Jonah s-a alăturat lui Koko.
Chiquita
Șefa securității lui Kasper și fosta soție a lui Lehm. Chiquita și Lehm au fost gărzile de corp ale lui Floyd Hekmatyar.

### CCAT
O corporație britanică, rivală HCLI.
Curry
Voce: Katsuhisa Hōki
Traficant de arme și șeful CCAT.
Mildo
Voce: Ayumi Tsunematsu
Una dintre gărzile de corp ale lui  Curry. Are o pasiune obsesivă pentru Velmet, pe care o consideră o adevărată luptătoare. Mildo folosește cuțite și machete în luptă.
Lu
Voce: Manabu Sakamaki
Cealaltă gardă de corp a lui Curry. Față de Mildo, Lu este mul mai calm.

### CIA
Scarecrow
Schokolade

### Taishinhai Company
Mr. Chan
Karen Lo

## Muzica
Temele de început și sfârșit vor fi produse de I've Sound. Melodia de început este Borderland de Mami Kawada, iar melodia de sfârșit este "Ambivalentidea" de Nagi Yanagi. Ambele piese vor fi lansate ca single-uri de către casa de discuri Geneon Universal Entertainment.